# Amile Jefferson
Amile Jefferson, né le 7 mai 1993, à Philadelphie, en Pennsylvanie, est un joueur puis entraîneur américain de basket-ball. Il évolue au poste d'ailier fort.

## Biographie
Le 29 décembre 2020, il s'engage avec Galatasaray SK.
En 2021, il devient directeur du développement des joueurs pour les Blue Devils de Duke, équipe avec laquelle il a effectué son cursus universitaire et il a remporté le championnat NCAA en 2015. En 2022, le nouvel entraîneur des Blue Devils, Jon Scheyer (en), le nomme entraîneur adjoint.
En juin 2023, Jefferson rejoint les Celtics de Boston en NBA, comme entraîneur adjoint.

## Palmarès
- McDonald's All-American 2012
- Champion NCAA 2015